# Eleven Storey Soul Departure
Eleven Storey Soul Departure är det svenska indierockbandet Cobolts debutalbum, utgivet på Ampersand Records 1997.

## Låtlista
1. "Symbols and Signs"
2. "Thousand Miracles"
3. "Backwards Through"
4. "Here Comes the Rain Again"
5. "Words Into Nothing"
6. "I Believe"
7. "Spring Break"
8. "Medicine"
9. "My Way Out"

### Fotnoter
1. ↑  ”Eleven Storey Soul Departure”. Discogs.com. http://www.discogs.com/Cobolt-Eleven-Storey-Soul-Departure/release/1207011. Läst 3 april 2012.